# 620. grenadirski polk (Wehrmacht)
620. grenadirski polk (izvirno nemško 620. Grenadier-Regiment; kratica 620. GR) je bil pehotni polk Heera v času druge svetovne vojne.

## Zgodovina
Polk je bil ustanovljen 15. oktobra 1942. 19. februarja 1943 je bil polk razpuščen.